# Fregaty rakietowe projektu 1135
Fregaty rakietowe projektu 1135 (w kodzie NATO Krivak I, II, III) – radzieckie fregaty rakietowe przeznaczone do zwalczania okrętów podwodnych. Od 1970 wybudowano 40 jednostek tego typu, które weszły w skład Marynarki Wojennej ZSRR i KGB, gdzie jednostki typu Krivak III sklasyfikowano jako okręty ochrony pogranicza.

## Historia
Prace nad nowymi jednostkami do zwalczania okrętów podwodnych rozpoczęły się w ZSRR na początku lat 60. Pierwsza jednostka sklasyfikowana jako duży okręt przeciwpodwodny projektu 1135 weszła do służby w 1970. Wybudowana w stoczni Jantar w Królewcu jednostka otrzymała nazwę „Bditelnyj”.
W 1975 do służby weszła pierwsza jednostka zmodernizowanego typu na Zachodzie znana jako Krivak II. „Riezwyj” w miejsce armat 76 mm otrzymał nowe automatyczne armaty kaliber 100 mm. W 1978 typy Krivak I i Krivak II przeklasyfikowano w ZSRR na okręty patrolowe.
W 1984 do służby wszedł „Mienżynskij” pierwsza jednostka typu Krivak III. Z jednostek tej serii usunięto dziobową wyrzutnię rakieto-torped SS-N-14 w miejscu której ustawiono armatę 100 mm. Na rufie w miejscu armat 100 mm i wyrzutni rakiet przeciwlotniczych Osa-M ('SA-N-4') umieszczono hangar i lądowisko dla śmigłowca.

## Zbudowane okręty

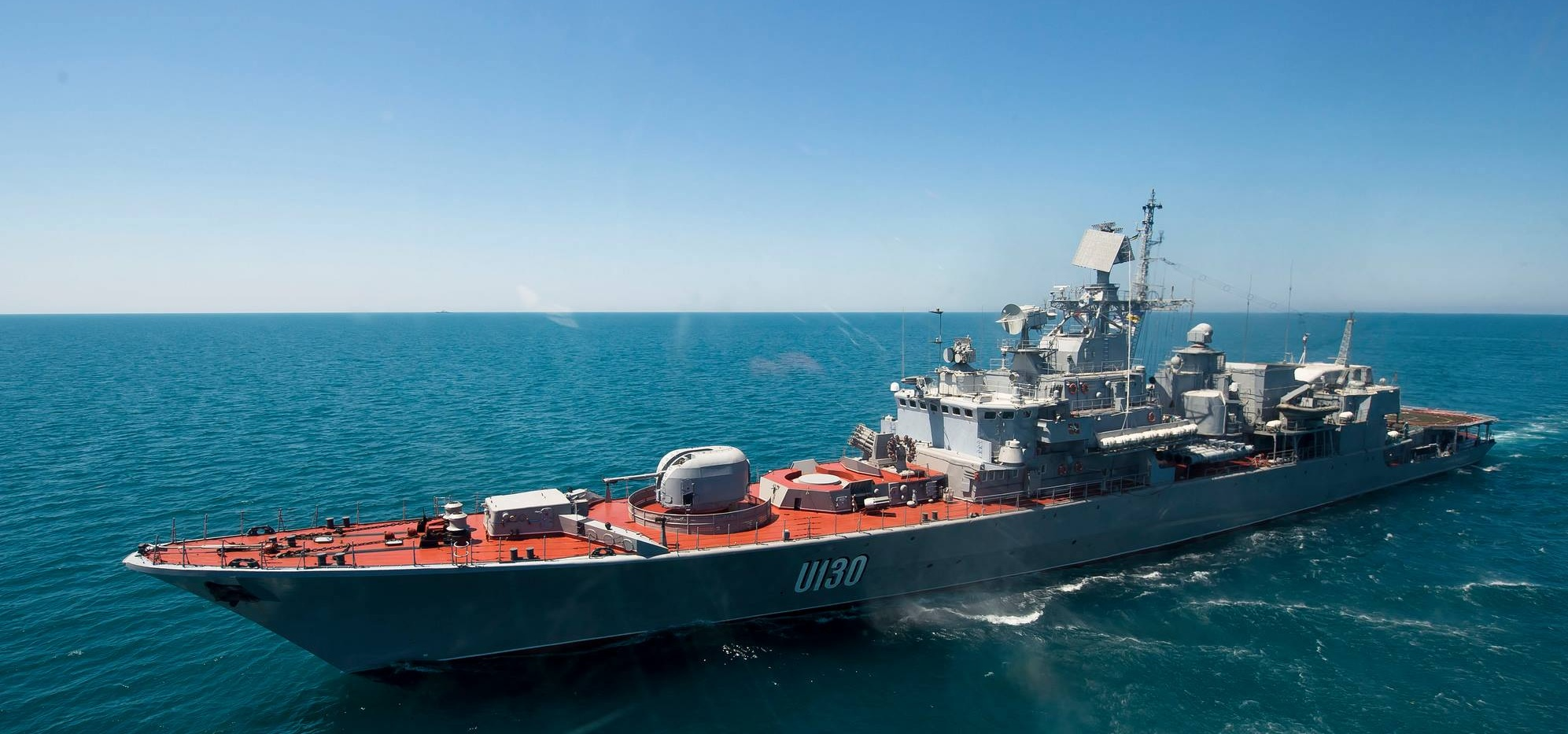
„Hetman Sahajdaczny” Marynarka Wojenna Ukrainy

- Krivak I: zbudowano 20 okrętów w latach 1970–1979
- Krivak II: zbudowano 11 okrętów w latach 1977–1982
- Krivak III: zbudowano 8 okrętów w latach 1984–1991